# Medaile Zasloužilý bojovník proti fašismu

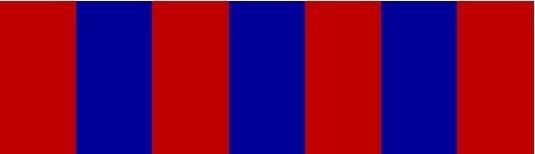
Stužka medaile Zasloužilý bojovník proti fašismu

Medaile Zasloužilý bojovník proti fašismu byla medaile, kterou uděloval Československý svaz protifašistických bojovníků. 
Medailí byli oceněni příslušníci československého domácího i zahraničního odboje za to, že se aktivně podíleli na osvobozování Československa a za osobní přínos v boji proti fašismu během II. světové války.
Na červené stuze jsou tři tmavomodré svislé pruhy. Rozměr medaile je 75 milimetrů na 39 milimetrů, přičemž průměr činí 29 milimetrů a váha 17,5 gramů.
Líc nese zobrazení samopalu uchopeného v ruce, která přetíná ostnatý drát symbolizující fašismus. Na rubové straně je zobrazen název Československého svazu protifašistických bojovníků. Dále je zde umístěna hvězda a větvička lípy jako symbol svobody. 